# Ulrich Bröckling
Ulrich Bröckling (* 21. April 1959 in Paderborn) ist ein deutscher Soziologe und Professor für Kultursoziologie an der Albert-Ludwigs-Universität Freiburg. Er ist Mitherausgeber der Zeitschriften Leviathan – Berliner Zeitschrift für Sozialwissenschaft und Behemoth – A Journal on Civilisation.

## Leben
Bröckling studierte – nach einer Fachhochschulausbildung zum Heilpädagogen – Soziologie, Neuere Geschichte und Philosophie an der Universität Freiburg. Er war bis 1991 Mitarbeiter des Publizisten Walter Dirks und Mitherausgeber von dessen Gesammelten Schriften (1987–1991) sowie Autor der anarchistischen Vierteljahrsschrift Schwarzer Faden. Von 1991 bis 1999 arbeitete Bröckling als Verlagslektor. Von 1999 bis 2002 war er Wissenschaftlicher Mitarbeiter am DFG-Sonderforschungsbereich 511 „Literatur und Anthropologie“ an der Universität Konstanz, im Anschluss bis 2007 Wissenschaftlicher Koordinator des DFG-Graduiertenkollegs 838 „Die Figur des Dritten“, ebenfalls an der Universität Konstanz. Bröckling wurde 1996 promoviert und habilitierte sich 2006 für Soziologie an der Universität Freiburg. Von 2007 bis 2009 war er Professor für Ethik, Politik, Rhetorik am Institut für Politikwissenschaft der Universität Leipzig. In den Jahren 2009 bis 2011 wirkte er als Hochschullehrer für allgemeine Soziologie mit Schwerpunkt soziologische Theorie an der Martin-Luther-Universität Halle-Wittenberg. Bröckling ist seit dem 1. April 2011 am Institut für Soziologie der Albert-Ludwigs-Universität Freiburg als Professor für Kultursoziologie tätig. Von Oktober 2016 bis September 2017 war er Fellow am Kulturwissenschaftlichen Kolleg der Universität Konstanz.
Ulrich Bröckling ist zudem Gründungsmitglied der Internationalen Günther-Anders Gesellschaft.

## Werk und Forschung
Die Forschungsschwerpunkte von Ulrich Bröckling liegen in den Bereichen der Soziologie der Sozial- und Selbsttechnologien, der Gouvernementalitätsstudien, der Kultursoziologie, der Anthropologie, der Soziologie des Krieges und des Militärs.
Bröckling veröffentlicht regelmäßig Beiträge und Bücher zu Regierungs- und Subjektivierungsformen der Gegenwart. Neben zahlreichen Aufsätzen zu diesen Themen erschienen etwa die gouvernementalitätskritisch angelegte Monografie Das unternehmerische Selbst (Suhrkamp, 2007) und die Aufsatzsammlung Gute Hirten führen sanft. Über Menschenregierungskünste (Suhrkamp, 2017). Die Publikationen wurden jeweils breit rezipiert, so etwa in Die Zeit und der Frankfurter Rundschau.
2020 erschien Bröcklings Buch Postheroische Helden, das im Rahmen des interdisziplinären Sonderforschungsbereiches Helden – Heroisieren – Heroismen entstand. Aus einer kultursoziologischen Metaperspektive wird die Relevanz von Helden, der Wunsch nach Heroisierung und auch Tendenzen zur Entheroisierung in den Blick genommen. Bröckling erklärt dabei, dass der Heldenkult auch in postheroischen Gesellschaften wie die der liberalen Demokratie eine Herrschaftstechnologie ist. Rezensent Michael Opitz urteilt in Deutschlandfunk Kultur: Das „Heroische“ müsse, so Bröcklings sehr nachvollziehbare These, „kaputtgedacht“ werden. Wie sich der Heldenstatus „kaputtdenken“ lässt, wie man klug argumentierend und elegant formulierend zweifelhaftes Heroentum ad absurdum führen kann, Ulrich Bröckling führt es in diesem anregenden und zugleich erhellenden Essay eindrucksvoll vor.

## Publikationen (Auswahl)
- Nieder mit der Disziplin! Hoch die Rebellion! Anarchistische Soldaten-Agitation im Deutschen Kaiserreich. Harald Kater, Berlin 1988, ISBN 3-927170-02-X (Hrsg. von Ulrich Bröckling, dessen Einleitung zur Veröffentlichung dieser historischen Dokumente die erste eigenständige Buchpublikation Bröcklings darstellt)
- Katholische Intellektuelle in der Weimarer Republik. Zeitkritik und Gesellschaftstheorie bei Walter Dirks, Romano Guardini, Carl Schmitt, Ernst Michel und Heinrich Mertens. Wilhelm Fink, München 1993.
- Disziplin: Soziologie und Geschichte militärischer Gehorsamsproduktion. Wilhelm Fink, München 1997, ISBN 978-3-770-53173-8.
- Armeen und ihre Deserteure. Vernachlässigte Kapitel einer Militärgeschichte der Neuzeit. (Hrsg. mit Michael Sikora) (= Sammlung Vandenhoeck). Vandenhoeck & Ruprecht, Göttingen 1998, ISBN 3-525-01365-5.
- Gouvernementalität der Gegenwart. Studien zur Ökonomisierung des Sozialen. (Hrsg. mit Susanne Krasmann, Thomas Lemke). Suhrkamp, Frankfurt a. M. 2000.
- Glossar der Gegenwart. (Hrsg. mit Susanne Krasmann und Thomas Lemke). Suhrkamp, Frankfurt 2004.
- Das unternehmerische Selbst. Soziologie einer Subjektivierungsform. Suhrkamp, Frankfurt 2007, ISBN 978-3-518-29432-1.
  - Spanische Fassung: El self emprendedor. Sociología de una forma de subjetivación. Ediciones Universidad Alberto Hurtado, Santiago de Chile 2015.
  - Englische Fassung: The Entrepreneurial Self. Fabricating a New Type of Subject. Sage, London 2016.
- Governmentality. Current Issues and Future Challenges. (Hrsg. mit Susanne Krasmann, Thomas Lemke). (= Routledge Studies in Social and Political Thought, 71) Routledge, New York 2011.
- Das Politische denken. Zeitgenössische Positionen. (Hrsg. mit Robert Feustel) transcript Verlag, Bielefeld 2010, ISBN 978-3-8376-1160-1.
- Herausgeber und Kommentator: Michel Foucault: Kritik des Regierens. Schriften zur Politik. Suhrkamp, Berlin 2010.
- Das Andere der Ordnung. Theorien des Exzeptionellen. (Hrsg. mit Christian Dries, Matthias Leanza, Tobias Schlechtriemen). Velbrück, Weilerswist 2015.
- Gute Hirten führen sanft. Über Menschenregierungskünste. Suhrkamp, Berlin 2017, ISBN 978-3-518-29817-6.
- Postheroische Helden. Ein Zeitbild. Suhrkamp, Berlin 2020, ISBN 978-3-518-58747-8.
- Glossar der Gegenwart 2.0. (Hrsg. mit Susanne Krasmann und Thomas Lemke). Suhrkamp, Berlin 2024, ISBN 978-3-518-12843-5.